# Cureglia
Cureglia é uma comuna da Suíça, no Cantão Tessino, com cerca de 1.329 habitantes. Estende-se por uma área de 1,10 km², de densidade populacional de 1.208 hab/km². Confina com as seguintes comunas: Cadempino, Comano, Lamone, Origlio, Porza, Vezia.
A língua oficial nesta comuna é o Italiano.